# Oberea bicoloripennis
Oberea bicoloripennis là một loài bọ cánh cứng trong họ Cerambycidae.